# Selaginella pallidissima
Selaginella pallidissima är en mosslummerväxtart som beskrevs av Antoine Frédéric Spring. Selaginella pallidissima ingår i släktet mosslumrar, och familjen mosslummerväxter. Inga underarter finns listade i Catalogue of Life.